# لحفايا (عين لقصب)
لحفايا هو دُوَّار يقع بجماعة سيدي محمد لحمر، إقليم القنيطرة، جهة الرباط سلا القنيطرة في المملكة المغربية. ينتمي الدوّار لمشيخة عين لقصب التي تضم 11 دوار. يقدر عدد سكانه بـ 452 نسمة حسب الإحصاء الرسمي للسكان والسكنى لسنة 2004.

## روابط خارجية
- البوابة الوطنية للجماعات الترابية نسخة محفوظة 12 مارس 2018 على موقع واي باك مشين.
- المندوبية السامية للتخطيط